# Coenobium
Een coenobium (mv: coenobia) of celkolonie is een groep of kolonie van  cellen, die een bepaald, min of meer vast aantal cellen met weinig of geen specialisatie bevat. Zij bewegen passief met de waterstroming mee. De coenobia zijn bij sommige soorten beweeglijk doordat de cellen flagellen hebben. Een coenobium staat op de grens van een echte kolonie van eencelligen, en een enkel (meercellig) organisme.

Voorbeelden van coenobia
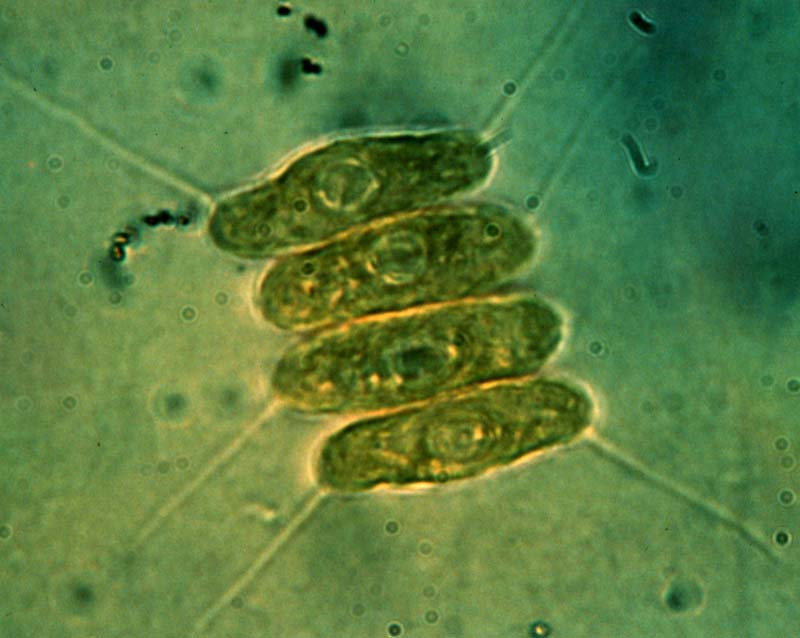
Coenobium van Scenedesmus
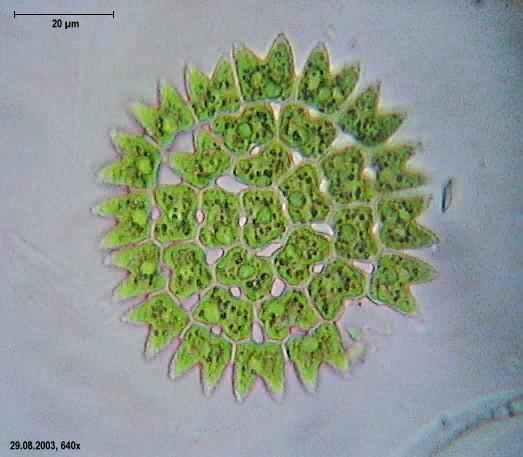
Pediastrum duplex
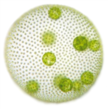
Coenobium van Volvox
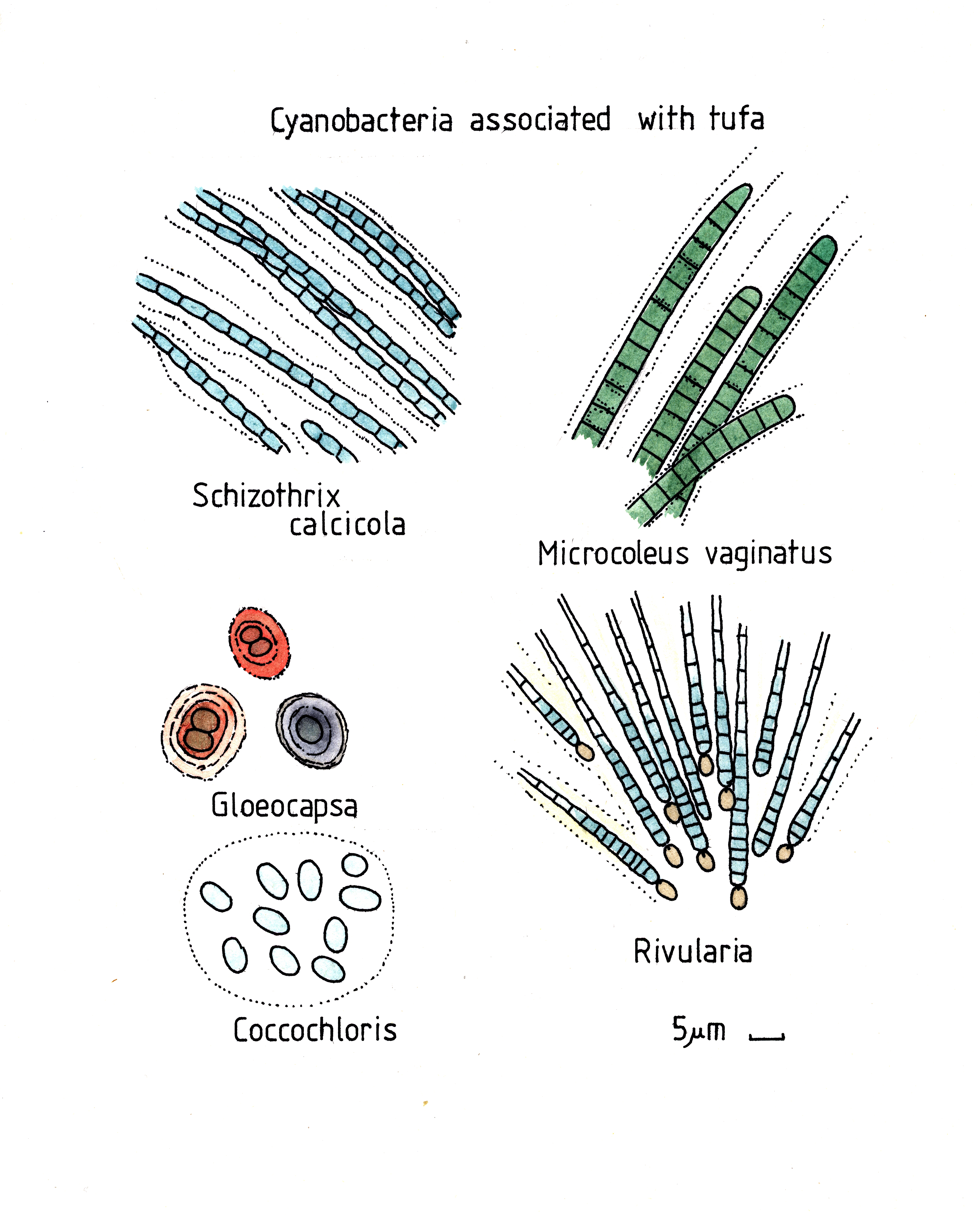
Verschillende blauwwiersoorten in coenobia

Coenobia komen voor bij verschillende soorten blauwwieren en algen, waarvan de cellen vaak zijn omgeven door een geleiachtige massa. Voorbeelden van niet-beweeglijke coenobia zijn de algen Scenedesmus en Pediastrum.
Een voorbeeld van een beweeglijk coenobium is het groenwier Volvox, dat een coenobium vormt in de vorm van een dunwandige bol. De ene kant van de bol bevat geflagelleerde individuen voor de voortbeweging. De andere kant bevat ongeflagelleerde individuen. Binnenin de bol bevinden zich dochterkolonies. Er is dus enige specialisatie van de cellen.